# Eddie Afonso
Eddie Marcos Melo Afonso znany jako Eddie Afonso (ur. 7 marca 1994 w Luandzie) – angolski piłkarz grający na pozycji lewego obrońcy. Od 2018 jest zawodnikiem klubu Petro Atlético.

## Kariera klubowa
Swoją karierę piłkarską Afonso rozpoczął w klubie Petro Atlético. W sezonie 2013 zadebiutował w jego barwach w pierwszej lidze angolskiej. W debiutanckim sezonie zdobył z nim Puchar Angoli. W 2014 roku odszedł do Recreativo Libolo. W sezonach 2014 i 2015 został z nim mistrzem kraju, a w 2016 zdobył puchar kraju. W 2018 roku wrócił do Petro Atlético. Wraz z nim dwukrotnie został mistrzem Angoli w sezonach 2021/2022 i 2022/2023, trzykrotnie wicemistrzem w sezonach 2018, 2018/2019 i 2020/2021 oraz zdobył dwa Puchary Angoli w latach 2021 i 2022.
| Sezon   | Klub              | Kraj   | Rozgrywki | Mecze | Bramki |
| ------- | ----------------- | ------ | --------- | ----- | ------ |
| 2013    | Petro Atlético    | Angola | Girabola  | 5     | 0      |
| 2014    | Recreativo Libolo | Angola | Girabola  | 19    | 1      |
| 2015    | Recreativo Libolo | Angola | Girabola  | 15    | 1      |
| 2016    | Recreativo Libolo | Angola | Girabola  | 22    | 1      |
| 2017    | Recreativo Libolo | Angola | Girabola  | 8     | 0      |
| 2018    | Petro Atlético    | Angola | Girabola  | 24    | 0      |
| 2018/19 | Petro Atlético    | Angola | Girabola  | 24    | 0      |
| 2019/20 | Petro Atlético    | Angola | Girabola  | 11    | 0      |
| 2020/21 | Petro Atlético    | Angola | Girabola  | 11    | 0      |
| 2021/22 | Petro Atlético    | Angola | Girabola  | 18    | 1      |
| 2022/23 | Petro Atlético    | Angola | Girabola  | 19    | 1      |

## Kariera reprezentacyjna
W reprezentacji Angoli Afonso zadebiutował 14 lipca 2013 roku w zremisowanym 1:1 i przegranym 3:5 po rzutach karnych meczu Pucharu COSAFA 2013 z Lesotho, rozegranym w Kitwe. W 2019 roku powołano go do kadry na Puchar Narodów Afryki 2019. Nie wystąpił w nim w żadnym spotkaniu.
W 2024 roku Afonso został powołany do kadry na Puchar Narodów Afryki 2023. W tym turnieju rozegrał cztery mecze: grupowe z Algierią (1:1) i z Mauretanią (3:2), w 1/8 finału z Namibią (3:0) i ćwierćfinałowy z Nigerią (0:1).